# NGC 2703
NGC 2703 ist ein Doppelstern im Sternbild Hydra. Das Objekt wurde im Jahr 1876 von Wilhelm Tempel entdeckt und fälschlicherweise in den NGC-Katalog aufgenommen.